# Порто Толе
Порто Толе (итал. Porto Tolle) је насеље у Италији у округу Ровиго, региону Венето.
Према процени из 2011. у насељу је живело 10666 становника. Насеље се налази на надморској висини од -2 м.

## Становништво
Према резултатима пописа становништва 2011. у општини је живело 10.058 становника.
| 1931.  | 1936.  | 1951.  | 1961.  | 1971.  | 1981.  | 1991.  | 2001.  | 2011.  |
| ------ | ------ | ------ | ------ | ------ | ------ | ------ | ------ | ------ |
| 14.197 | 16.445 | 20.692 | 13.976 | 10.277 | 10.885 | 11.070 | 10.666 | 10.058 |

## Партнерски градови
- Медулин